# Cid Harbour
Cid Harbour ist ein großer, gut geschützter Naturhafen auf Whitsunday Island, der größten Insel der Whitsunday Islands. Er ist bekannt bei Seglern, Campern und Abenteurern für seine weißen Strände, die unberührte Wildnis und die guten Ankermöglichkeiten.

## Geographie
Cid Harbour liegt im Westen von Whitsunday Island. Er wird durch Cid Island von der Whitsunday Passage getrennt. Das Wasser hat eine türkise Färbung und ist, da die Insel ein Nationalpark ist, glasklar. Am südlichen Ufer erstreckt sich ein hoher Gebirgszug, der mit dem Whitsunday Peak (435 Metern) und dem Cooks Monument, der höchste Gebirgszug der Insel ist. Cid Harbour wird von Cid Island durch den Hunt Channel getrennt. Im Osten der Bucht liegt eine weitere kleine Insel: Lady Island. In dem Naturhafen gibt es zwei nennenswerte Strände: Sawmill Beach und Dugong Beach, die die bekanntesten Strände des Hafens sind und gute Ankerplätze darstellen. Hier gibt es ein paar Campingtische und einen Trampelpfad, der die beiden Strände miteinander verbindet. Campen ist auf Anfrage beim National-Park möglich.

## Geschichte
Cid Island wurde 1866 von Commander G. S. Nares, dem Kommandanten der HMS Salamander, benannt, doch der Hafen bekam seinen offiziellen Namen erst als 1887 Leutnant G. E. Richards der HMS Paluma den Hafen beschrieb. Wahrscheinlich wurde der Hafen nach der Insel, Cid Island, benannt. Nares’ Diagramme zeigten den Hafen als gut geschützten und tiefen Ankerplatz, weshalb er zu einem der meist frequentierten Ankerplätzen in der Region wurde. Im Jahre 1878 wurde das Schiff Louisa Maria von Aborigines angegriffen. Es gibt widersprüchliche Angaben über den Standort einer Süßwasser-Quelle.